# فری فایر
فری فایر (که همچنین با نام گارنا فری فایر نیز شناخته می‌شود) یک بازی بتل رویال است.

## گیم پلی
در بازی Free Fire، بازیکنان یک شخصیت را در منظر سوم شخص کنترل می‌کنند و از جوی استیک برای حرکت استفاده می‌کنند. دکمه آتش به آنها امکان شلیک و پرتاب وسایل را می‌دهد. شخصیت می‌تواند اعمالی مانند پریدن، خزیدن و دراز کشیدن را انجام دهد. در طول گیم پلی، بازیکنان می‌توانند از نارنجک "Gloo Wall" به عنوان پوششی برای محافظت در برابر آسیب استفاده کنند.
مودهای بازی
Free Fire بیش از ۱۵ حالت بازی، از جمله Team Deathmatch, Clash Squad, Big Head, Explosive Jump, Cold Steel, Zombie Hunt, Rampage و Pet Mania و lone wolf را ارائه می‌دهد. با این حال، حالت‌های غیر از بتل رویال تنها در طول رویدادهای خاص در دسترس هستند.
حالت Battle Royale در Free Fire حداکثر ۵۲ بازیکن را در خود جای می‌دهد که بدون سلاح در یک جزیره فرود می‌آیند. آنها باید بجنگند تا آخرین نفری باشند که اسلحه و تجهیزات را از ساختمان‌ها جمع‌آوری کنند. پخش این حالت در حالت رتبه‌بندی شده بر رتبه آنها تأثیر می‌گذارد. ۶ نقشه برای انتخاب وجود دارد: Bermuda, Bermuda Remasted, Kalahari, Purgatory, Alpine و NeXTerra. این حالت امکان بازی انفرادی، دو نفره یا تیمی را فراهم می‌کند. Clash Squad یک حالت ۴ نفره در مقابل ۴ نفره است که در آن بازیکنان در طول زمان آماده‌سازی سلاح‌ها و آیتم‌های خود را از یک فروشگاه درون بازی خریداری می‌کنند و سپس با تیم مقابل درگیر می‌شوند. این حالت در قالب بهترین از ۷ پخش می‌شود که بین ۴ تا ۷ راند طول می‌کشد. هر راند زمانی برنده می‌شود که همه بازیکنان یک تیم، یا توسط حریفان خود یا از طریق عوامل محیطی کشته شوند.در سال ۲۰۲۲، نقشه‌های استفاده شده در کلش اسکواد مانند نقشه‌های حالت بتل رویال است. حالت را می‌توان به عنوان رتبه‌بندی یا گاه به گاه بازی کرد. Lone Wolf گونه‌ای از حالت Clash Squad است که می‌توان آن را به صورت قالب ۱ نفره در مقابل ۱ نفره یا ۲ نفره در مقابل دو نفره با قوانین پیچیده‌تر بازی کرد. در هر دور، هر دو طرف این فرصت را دارند که تجهیزات خود را برای ۲ راند بعدی انتخاب کنند. این بازی در قالب بهترین از ۵ بازی می‌شود. اگر هر دو تیم در ۴ راند پیروز شده باشند، یک دور نهایی آغاز می‌شود که هر دو طرف می‌توانند هر سلاحی را که ترجیح می‌دهند انتخاب کنند. همه بازیکنان از شروع راند به‌طور خودکار به اقلام اولیه مانند جلیقه و کلاه ایمنی مجهز می‌شوند. این حالت در نقشه خود به نام Iron Dome انجام می‌شود. Craftland به بازیکنان این امکان را می‌دهد که نقشه‌های خود را در Free Fire با استفاده از ابزار سازنده درون بازی طراحی کنند. نقشه‌های ایجاد شده را می‌توان با دیگران به اشتراک گذاشت و بازی کرد. Craftland همچنین از ویرایش اسکریپت برای سفارشی‌سازی پیشرفته پشتیبانی می‌کند و به سازندگان آزادی بیشتری می‌دهد تا ایده‌های خود را زنده کنند. بازیکنان می‌توانند ساختمان‌ها، عناصر گیم پلی و تزئینات را تا زمانی که به حداکثر فضای مجاز برسند به نقشه اضافه کنند. دو نقشه در دسترس بازیکنان برای استفاده به عنوان پایه برای طراحی‌های خود وجود دارد.

## سیستم کارکترها
Free Fire دارای یک سیستم کاراکتر از ۵۰+ کاراکتر است. هر شخصیت دارای یک مهارت منحصر به فرد است که می‌تواند فعال یا منفعل باشد. مهارت‌های فعال را می‌توان به صورت دستی با یک دکمه درون بازی فعال کرد و مهارت‌های غیرفعال به‌طور خودکار فعال می‌شوند. هر شخصیت می‌تواند ۴ مهارت از جمله مهارت شخصیت و ۳ مهارت از شخصیت‌های دیگر را تجهیز کند (یک مهارت فعال و سه مهارت غیرفعال می‌تواند توسط یک شخصیت تجهیز شود). شخصیت‌های Free Fire دارای پس زمینه‌های منحصر به فردی هستند. تعدادی از این شخصیت‌ها از افراد مشهور واقعی الهام گرفته شده‌اند که Free Fire با آنها همکاری داشته است، مانند Chrono از همکاری با کریستیانو رونالدو، Dimitri & Thiva از همکاری با Dimitri Vegas و Like Mike, A- Patroa از همکاری با Anita از همکاری با DJ Alok و JBeibs از همکاری با جاستین بیبر. در بازی، می‌توان با استفاده از طلا، ارز درون بازی که از طریق گیم‌پلی و شرکت در رویداد به دست می‌آید، یا با Diamonds که با ارز واقعی خریداری می‌شود، تمام شخصیت‌ها را به دست آورد.

## سیستم حیوانات اهلی
در این بازی، حیوانات خانگی می‌توانند در حین مبارزه از بازیکنان پشتیبانی کنند. از سال ۲۰۲۳، این بازی دارای ۲۱ حیوان خانگی مختلف است که بازیکنان می‌توانند انتخاب کنند تا به جنگ بیاورند. هر حیوان خانگی توانایی خاصی دارد که آن را از دیگران متمایز می‌کند. برخی از این توانایی‌ها غیرفعال هستند و به صورت خودکار فعال می‌شوند، در حالی که برخی دیگر فعال هستند و نیاز به فعال سازی دستی دارند. یکی از حیوانات خانگی در بازی، Poring، به عنوان بخشی از همکاری با Ragnarok Online اضافه شد. بازیکنان همچنین می‌توانند حیوانات خانگی خود را با پوسته‌ها و احساسات شخصی‌سازی کنند.

## سیستم رنکینگ
در Free Fire، یک سیستم رتبه‌بندی هفت‌لایه، شامل زیرمجموعه‌هایی مانند برنز I, II, III، بازیکنان را بر اساس مهارت و عملکرد دسته‌بندی می‌کند. بازیکنان بر اساس کشتار، آسیب، زمان بقا و وضعیت ایستاده امتیازات رتبه‌بندی را کسب می‌کنند و از برنز به استاد بزرگ می‌روند. فصل‌ها رتبه‌ها را بازنشانی می‌کنند (به عنوان مثال، از نقره III به برنز I یا II). دو حالت رتبه‌بندی وجود دارد: حالت رتبه بتل رویال و حالت رتبه کلش اسکواد.

## معرفی
فری فایر جزو محبوبترین بازیهای موبایل در سبک بتل رویال مخصوصاً در آمریکای لاتین، هند و آسیای جنوب غربی است، که تعداد نصب‌کننده‌های آن به بیش از ۱ میلیارد نفر می‌رسد.